# Andreas Groll (Fotograf)

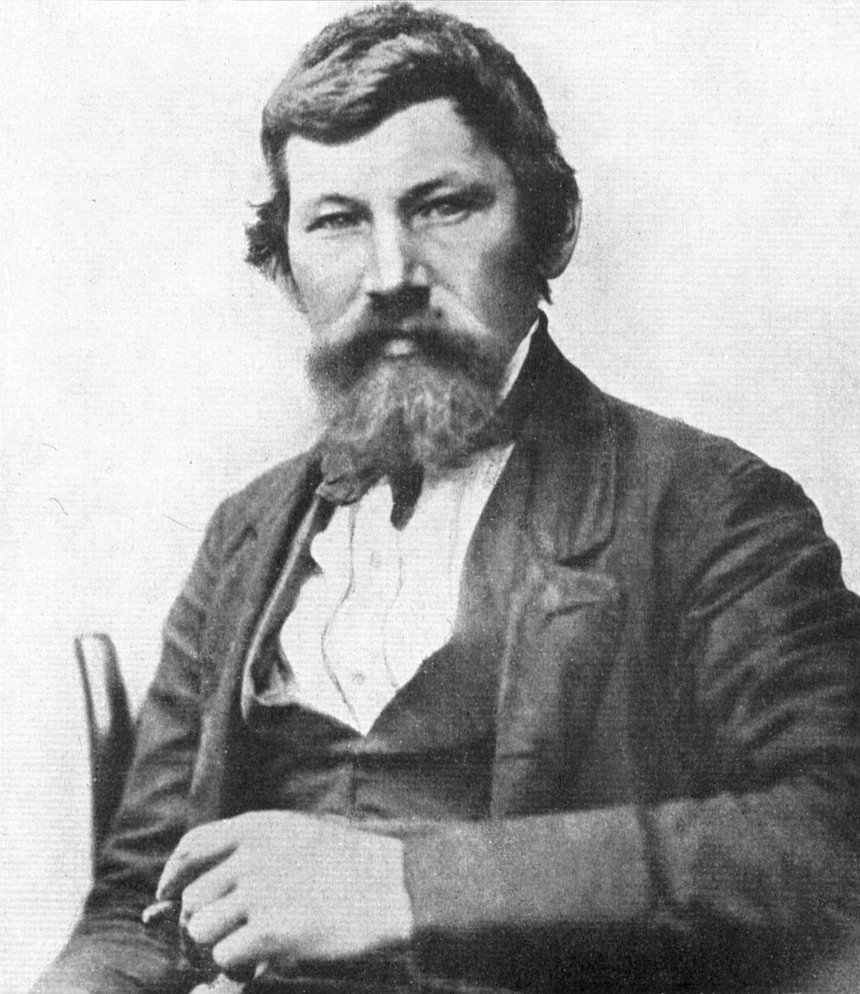
Selbstbildnis, 1860

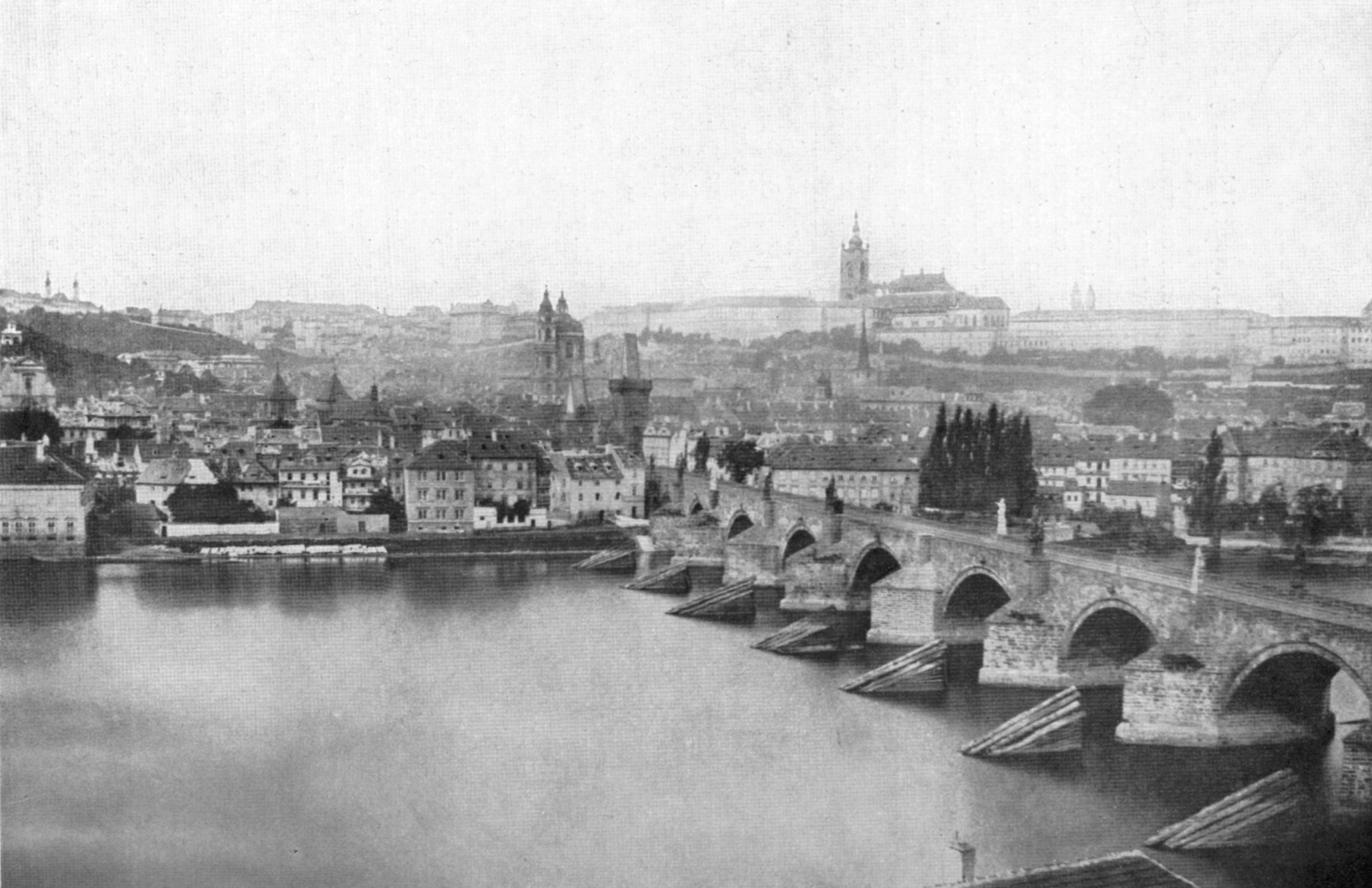
Prager Burg, aufgenommen 1856 von Andreas Groll

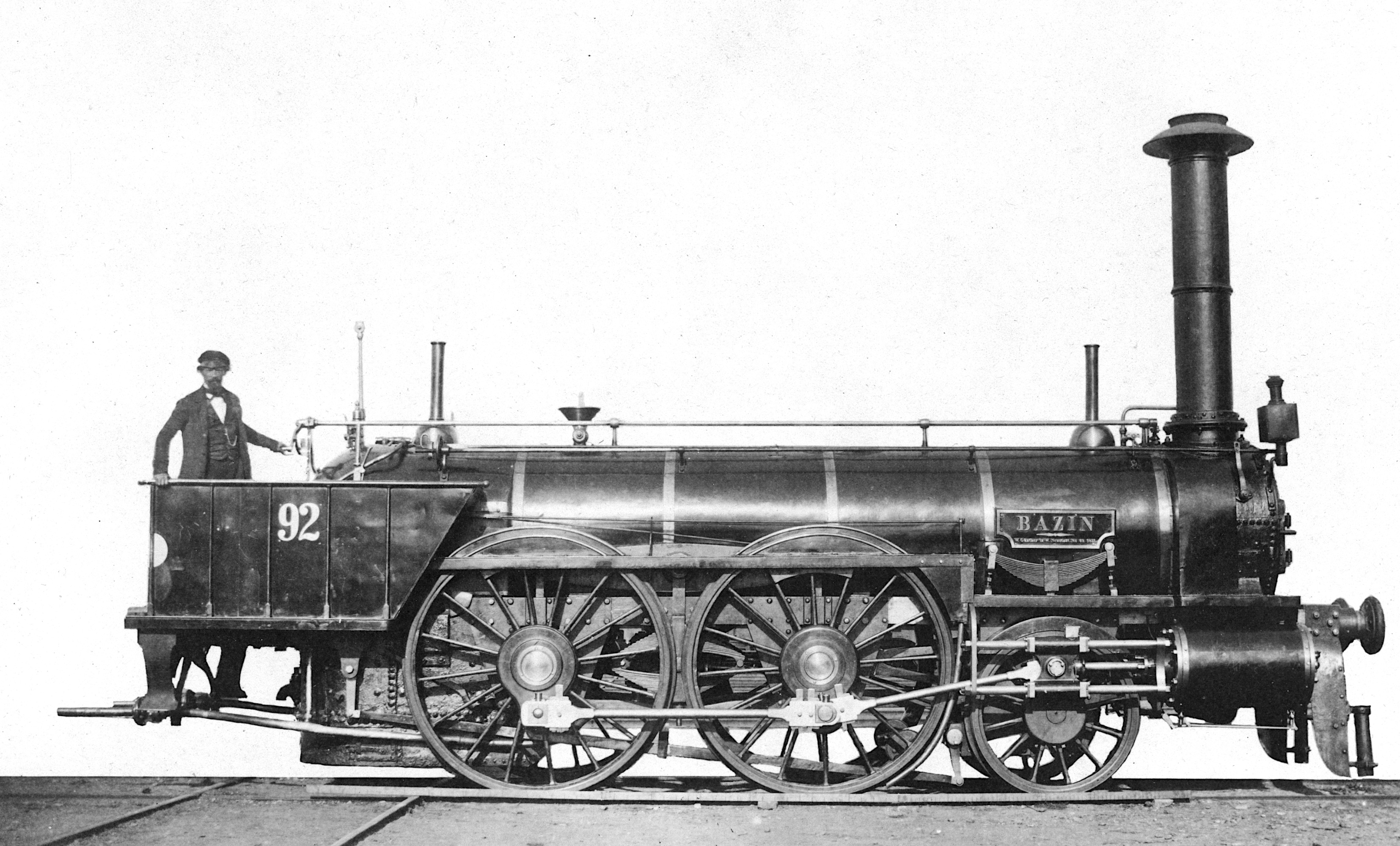
Typenfoto einer Lokomotive als Auftragsarbeit der StEG

Andreas Groll (* 30. November 1812 in Wien; † 20. März 1872 ebenda) war ein Pionier der Fotografie. Von ihm sind frühere Fotografien und Daguerreotypien überliefert.

## Leben und Wirken
Andreas Groll stammt aus ärmlichen Verhältnissen; seine Eltern waren der Knecht Joseph Paul Groll und die Dienstbotin Anna. Er arbeitete zunächst als Diener im Haus des Arztes Ignaz Menz und danach als Hauswart am chemischen Institut des Polytechnikums Wien. Er lernte dort den Chemiker und Mineralogen Anton Schrötter von Kristelli kennen, der Groll persönlich förderte. Im Jahr 1844 wurde Groll Assistent bei Schrötter.
Andreas Groll heiratete 1845 Josepha Brenner.
In Kontakt mit der noch recht neuen Fotografie dürfte Groll durch seine Tätigkeit als Laborant am Wiener Polytechnischen Institut von 1845 bis 1853 gekommen sein. Das Polytechnikum war zu dieser Zeit durch verschiedene Professoren, etwa Johann Joseph von Prechtl, den bereits erwähnten Anton von Schrötter und vor allem durch die Tätigkeit des Bibliothekars und Fotopioniers Anton Georg Martin ein Ausgangspunkt der frühen Fotografie in Österreich. Groll beschäftigte sich während dieser Zeit mit der Daguerreotypie, dem Salzdruck und dem Albuminpapier. Bald ging er von der Kalotypie zum Glasnegativ über.
Bereits 1850 hielt Groll einen Vortrag über „Photographie oder Lichtbilder auf Glas“ an der kaiserlichen Akademie der Wissenschaften in Wien.
Nachdem er zunächst mit Amateuraufnahmen begonnen hatte, machte er sich 1852 in Wien als Fotograf selbständig und spezialisierte sich vor allem auf Architekturfotos im Raum Österreich-Ungarn. Groll gilt als erster Wiener Fotograf, der nicht als Porträtist tätig war, sondern Stadtansichten, Baudenkmale, Lokomotiven fotografierte und Reiseaufnahmen machte. Er erschloss mit der Auftragsfotografie an Originalschauplätzen ein neues Geschäftsfeld für Fotografen. Architekten, Denkmalpfleger und Kunsthistoriker beauftragten Groll damit, in verschiedenen Gebieten der österreich-ungarischen Monarchie Details von stilprägenden Gebäuden oder kunsthistorisch interessantes Dekor zu fotografieren.
Zusammen mit dem Archäologen und Kunsthistoriker Eduard von Sacken fertigte Groll Aufnahmen historischer Waffen und Rüstungen in den kaiserlichen Sammlungen an. Groll erhielt von der Österreichisch-ungarischen Staatseisenbahngesellschaft (StEG) den Auftrag, Fotografien ihrer Lokomotiven und Bahnanlagen für die Weltausstellung (Exposition Universelle) in Paris im Jahr 1855 anzufertigen, auf der Groll ausgezeichnet wurde. Ebenfalls im Auftrag der StEG erstellte Groll zwischen 1860 und 1865 ein Fotoalbum des Banat, in dem er Landschafts- und Industrieaufnahmen mit Bildern von Bahn-Angestellten und einheimischen Volksgruppen entlang der ältesten Eisenbahnlinie im heutigen Rumänien zusammenstellte („Album der Banater Besitzungen“).
Grolls Spezialität blieb jedoch die Fotografie von Architektur, vor allem von historischen Bauten in Wien, Prag, Krakau, Kuttenberg und anderen Orten der österreichischen Kronlande. Er dokumentierte auch wichtige Architekturprojekte im Zusammenhang mit der Wiener Stadterweiterung nach 1857 (Votivkirche, Arsenal).
Im Jahr 1861 wurde Groll Mitglied der Photographischen Gesellschaft  Wien (PhG), wo er 1864 in einer großen Ausstellung sein bisheriges Werk präsentierte, darunter neun Daguerreotypien aus dem Jahr 1843, die zu den frühesten österreichischen Fotografien überhaupt zählen dürften. Im Jahr 1865 gab Groll einen „Verlagskatalog“ heraus, in dem 788 Aufnahmen verzeichnet waren.
1865 wurden Fotografien von Andreas Groll in der 7. Ausstellung der Société française de photographie in Paris ausgestellt.
Mit den Fortschritten in der Fototechnik ab den 1860er-Jahren konnte der Fotopionier Groll nicht mehr Schritt halten. Deshalb wurde er zunehmend von der Konkurrenz verdrängt. Auch seine Veduten – eine Vorform der Ansichtspostkarte – aus Prag, Pilsen oder Salzburg sowie sein Werkkatalog, der auch Bilder von mittelalterlichen Möbeln, Schnitzwerken oder Bauwerksmodelle umfasste, konnten den wirtschaftlichen Niedergang seines Ateliers nicht verhindern.
Groll starb am 12. Oktober 1872 im Alter von 60 Jahren in Wien an Typhus. Er wurde auf dem 1874 aufgelassenen und 1926 in einen Park umgewandelten Hundsthurmer Friedhof beerdigt. Nach seinem Tod führte seine Witwe Josepha Groll das Geschäft unter dem Namen „Andreas Groll Witwe“ bis 1874 weiter.
Grolls Fotografien wirken oft auffallend nachlässig und fast grob arrangiert. Dennoch gilt Groll „…als der bedeutendste österreichische Architekturphotograph des 19. Jahrhunderts und […] vielseitiger Dokumentarist. Seine Gebäudeaufnahmen zeichnen sich mehrfach durch für jene Jahre nicht alltägliche Perspektiven und Nahsichten von Fassadendetails aus.“
Andreas Groll ist der Vater des gleichnamigen österreichischen Malers und Professors Andreas Groll (1850–1907).

## Werke
- „Die vorzüglichsten Rüstungen und Waffen der k.k. Ambraser-Sammlung in Original-Photographien“, hrsg. von Eduard von Sacken, 2 Bände, 1859–62;
- „Möbel und Geräthschaften des Mittelalters auf Schloss Rosenberg in Böhmen“, 1860;
- „Album der Banater Besitzungen“, 1862;
- „Kunstwerke und Geräthe des Mittelalters und der Renaissance in der kais. kön. Ambraser Sammlung in Original-Photographien“, hrsg. von Eduard von Sacken, 1866.